# Il caso Maurizius (miniserie televisiva 1961)
Il caso Maurizius è uno sceneggiato televisivo trasmesso dall'allora Programma Nazionale RAI nel 1961.
Andato in onda in quattro puntate fra il 29 gennaio e il 19 febbraio, era tratto dal romanzo omonimo - Il caso Maurizius, appunto - scritto fra il 1925 ed il 1928 dallo scrittore tedesco Jakob Wassermann.
L'adattamento e la regia televisiva erano firmati da uno dei padri degli sceneggiati televisivi Rai sin dalla prima ora: Anton Giulio Majano. I costumi erano a cura di Pier Luigi Pizzi.
Il cast contava su interpreti di formazione teatrale e all'epoca assai prestigiosi.

## Trama
Il Procuratore Generale, barone Wolf von Andergast, vive a Francoforte con il figlio diciottenne Etzel. Come il padre è inflessibile e dotato di senso pratico così il figlio è appassionato e idealista.
Un anziano signore, Pietro Maurizius, da anni supplica il Procuratore di essere ricevuto in udienza, ma inutilmente. Etzel ne resta colpito e decide di indagare. Scopre che diciotto anni prima, proprio all’epoca della sua nascita, un uomo, Leonardo Maurizius, sposato con Elli Jahn (ricca e più anziana di lui), era innamorato della cognata Anna, di cui era innamorato anche Waremme. Un giorno Elli viene trovata morta, uccisa da una pallottola sparata dalla pistola di Leonardo. 
Etzel, convinto dell’innocenza di Leonardo e animato da un profondo senso di giustizia, si allontana da Francoforte per Berlino. Lì, in breve tempo, scopre che Waremme, dopo aver vissuto in America, ora si fa chiamare professor Warschauer e dà lezioni private di inglese. Etzel, dopo avere vinto l’iniziale diffidenza di Waremme, si fa raccontare la verità e decide di ritornare a Francoforte per scagionare Leonardo.
Nel frattempo il Procuratore von Andergast è andato a trovare in carcere Maurizius e, per coprire un errore giudiziario originato da un suo pregiudizio, lo convince a chiedere la grazia. Maurizius, ormai stanco, accetta e viene scarcerato, ma non potrà più dimostrare la propria innocenza.
Leonardo torna a casa dal padre, che gli muore tra le braccia per la forte emozione. Poi si reca a Colonia e trova Anna trasformata in una donna dal carattere freddo. Maurizius, in preda allo sconforto, si toglie la vita gettandosi sotto un treno.
Come epilogo della vicenda Etzel urla al padre tutto il suo disgusto e va a cercare sua madre Sofia, cacciata da casa anni prima.   

## Altre versioni
Sullo base dello stesso romanzo sono state realizzate altre due opere di fiction, una per il cinema nel 1954 ed una ancora per la televisione, nel 1981:
- Il caso Maurizius (L'Affaire Maurizius), film del regista Julien Duvivier
- Il caso Maurizius (Der Fall Maurizius), miniserie televisiva diretta da Theodor Kotulla